# Gymnopogon toldensis
Gymnopogon toldensis är en gräsart som beskrevs av Sulekic och Sulma Zulma E. Rúgolo de Agrasar. Gymnopogon toldensis ingår i släktet Gymnopogon och familjen gräs. Inga underarter finns listade i Catalogue of Life.